# Jeff Bennett
Jeff Bennett, właśc. Jeffrey Glenn Bennett (ur. 2 października 1962) – amerykański aktor głosowy i piosenkarz. Od 1984, roku wystąpił w około dwustu siedemdziesięciu filmach fabularnych i serialach telewizyjnych. Użyczał głosu tytułowej postaci z serialu pod tytułem Johnny Bravo. Ostatnio podłożył głos pod aż trzy postacie z kreskówki Transformers Animated – Prowla, Ultra Magnusa i Soundwave'a. Podkładał również głos głównej postaci Star Wars Jedi Knight II: Jedi Outcast i Jedi Academy – Kyle'owi Katarnowi.